# Метсякюля
Ме́тсякю́ля (карел. Meččykylä, фин. Metsäkylä) — деревня в Питкярантском районе Республики Карелия. Входила в упразднённое в 2023 году Импилахтинское сельское поселение.

## Общие сведения
В переводе с финского metsäkylä означает «лесная деревня».
Расположена вблизи автодороги 86К-8 Сортавала — Олонец.

## Панорама

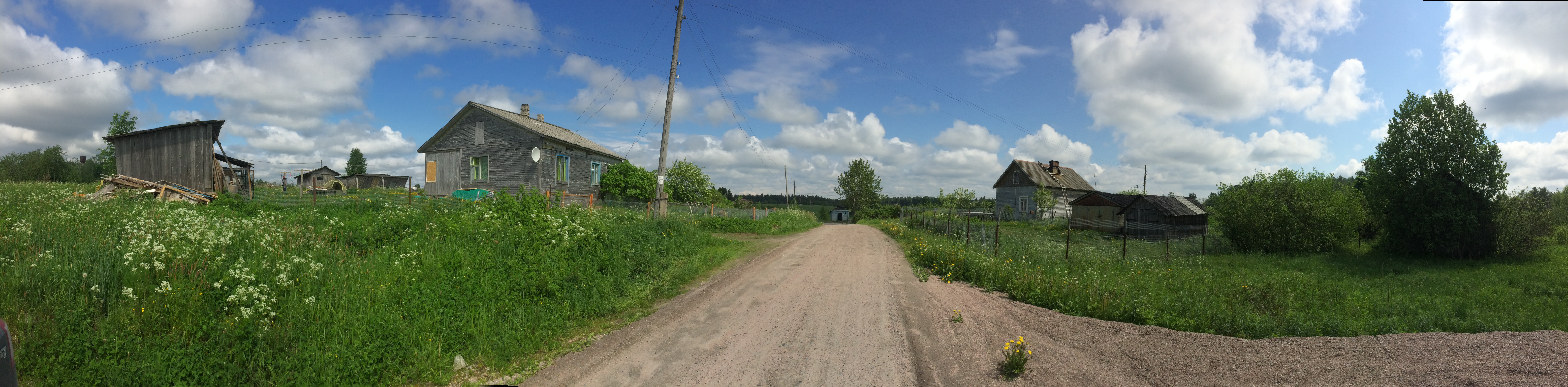
Панорама

## Население
| 2002 | 2009 | 2010 | 2013 |
| ---- | ---- | ---- | ---- |
| 3    | ↘2   | ↗4   | →4   |